# Nomada subnigrocincta
Nomada subnigrocincta är en biart som beskrevs av Swenk 1915. Nomada subnigrocincta ingår i släktet gökbin, och familjen långtungebin. Inga underarter finns listade i Catalogue of Life.